# جون دوهرتي (لاعب كرة قاعدة)
جون دوهرتي (بالإنجليزية: John Doherty) هو لاعب كرة قاعدة أمريكي، ولد في 11 يونيو 1967 في نيويورك في الولايات المتحدة.